# Chiesa di San Rocco (Laureana di Borrello)
La chiesa di San Rocco è un luogo di culto cattolico di Laureana di Borrello. Appartiene alla parrocchia di Sant'Elia Profeta, nella frazione Stelletanone.

## Storia
La costruzione della chiesa, anticamente dedicata a san Sebastiano, risale alla fine del XIX secolo.
Il restauro dell'edificio, degradato dal tempo, è stato effettuato nel periodo compreso tra il 1999 e il 2002.

## Festività e ricorrenze
- Festa di San Rocco il 19 agosto, (con processione per le vie di Stelletanone) giorno in cui si ricorda il miracolo della sudorazione dell'effigie di San Rocco avvenuta la sera del 19 agosto 1821.[1]

## Titoli
- Chiesa sussidiaria. Il luogo di culto appartiene alla Parrocchia di Sant'Elia Profeta.[2]